# John Piper

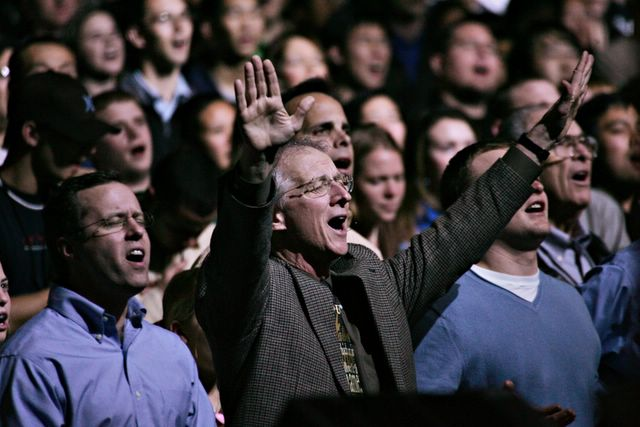
John Piper (2008)

John Stephen Piper (* 11. Januar 1946 in Chattanooga) ist ein US-amerikanischer Theologe, baptistischer Geistlicher, Professor für Praktische Theologie und Autor.

## Leben
Piper wurde im US-Bundesstaat Tennessee geboren. Er studierte von 1964 bis 1968 Romantische Literatur am Wheaton College (B.A.) in Illinois und Theologie am Fuller Theological Seminary (B.D.) in Pasadena, California. 1974 wurde er bei Leonhard Goppelt an der Ludwig-Maximilians-Universität München mit der Dissertation „Love your enemies“. Jesus' love command in the synoptics and in the early Christian paraenesis. A history of the tradition and interpretation of its uses zum Dr. theol. promoviert. Danach lehrte er an der Bethel University in St. Paul, Minnesota. Er war von 1980 bis 2013 Pastor an der Bethlehem Baptist Church und Chancellor und Professor für Praktische Theologie und Biblische Exegese am Bethlehem College and Seminary in Minneapolis, Minnesota.

## Privates
Piper ist verheiratet und hat fünf Kinder.

## Theologie
In einer von ihm unterzeichneten Erklärung wird das Gutheißen von Homo- und Transsexualität als Sünde angesehen.
Die Coronakrise sei nach Piper eine von Gott bestimmte Zeit und diene dazu, die ganze Welt zur Buße zu führen. Sie sei ein Weckruf „damit wir uns für das zweite Kommen Jesu bereitmachen“.

## Auszeichnungen
- 2007, 2009: ECPA Christian Book Award der Evangelical Christian Publishers Association

## Schriften (Auswahl)
- Die Passion Jesu Christi. Fünfzig Gründe, warum er kam, um zu sterben. Christliche Literatur-Verbreitung, Bielefeld 2004, ISBN 3-89397-534-9.
- Sehnsucht nach Gott. Leben als „christlicher Genießer“. 3L, Friedberg 2005, ISBN 3-935188-29-3.
- Bis ins Innerste. Gedanken über das Wort Gottes.  Hänssler, Holzgerlingen 2005, ISBN 3-7751-4201-0.
- Wenn die Freude nicht mehr da ist. Christliche Literatur-Verbreitung, Bielefeld 2006, ISBN 3-89397-977-8.
- Von der Pflicht zur Freude. Christliche Literatur-Verbreitung, Bielefeld 2006, ISBN 978-3-89397-677-5.
- Überwältigt von Gnade. Aurelius Augustinus, Martin Luther, Johannes Calvin. Christliche Literatur-Verbreitung, Bielefeld 2006, ISBN 3-89397-662-0.
- Standhaft im Leiden. John Bunyan, William Cowper, David Brainerd. Christliche Literatur-Verbreitung, Bielefeld 2006, ISBN 978-3-89397-663-8.
- Ihn verkündigen wir. Die Zentralität Gottes in Predigt und Verkündigung. Bethanien, Augustdorf 2006, ISBN 978-3-935558-73-0.
- Weltbewegend. Die Freude an Gott kennt keine Grenzen. 3L Verlag, Waldems 2009, ISBN 978-3-935188-73-9.
- Endlich leben. Von neuem geboren. 3L Verlag, Waldems 2009, ISBN 978-3-935188-74-6.
- Beharrlich in Geduld. John Newton, Charles Simeon, William Wilberforce. Christliche Literatur-Verbreitung, Bielefeld 2010, ISBN 978-3-86699-303-7.
- Gewürdigt zur Schmach. William Tyndale, John Paton, Adoniram Judson. Christliche Literatur-Verbreitung, Bielefeld 2013, ISBN 978-3-86699-317-4.
- Einfach himmlisch. Was die Ehe über Gott zeigt. Pulsmedien, Worms 2013, ISBN 978-3-939577-13-3.
- Corona und Christus (Übersetzung: Wendla Matthes), Crossway, Wheaton, Illinois 2020, ISBN 978-3-948222-03-1.